# Oribatula lata
Oribatula lata är en kvalsterart som först beskrevs av Hammer 1961.  Oribatula lata ingår i släktet Oribatula och familjen Oribatulidae. Inga underarter finns listade i Catalogue of Life.